# Edward Saidi Tingatinga

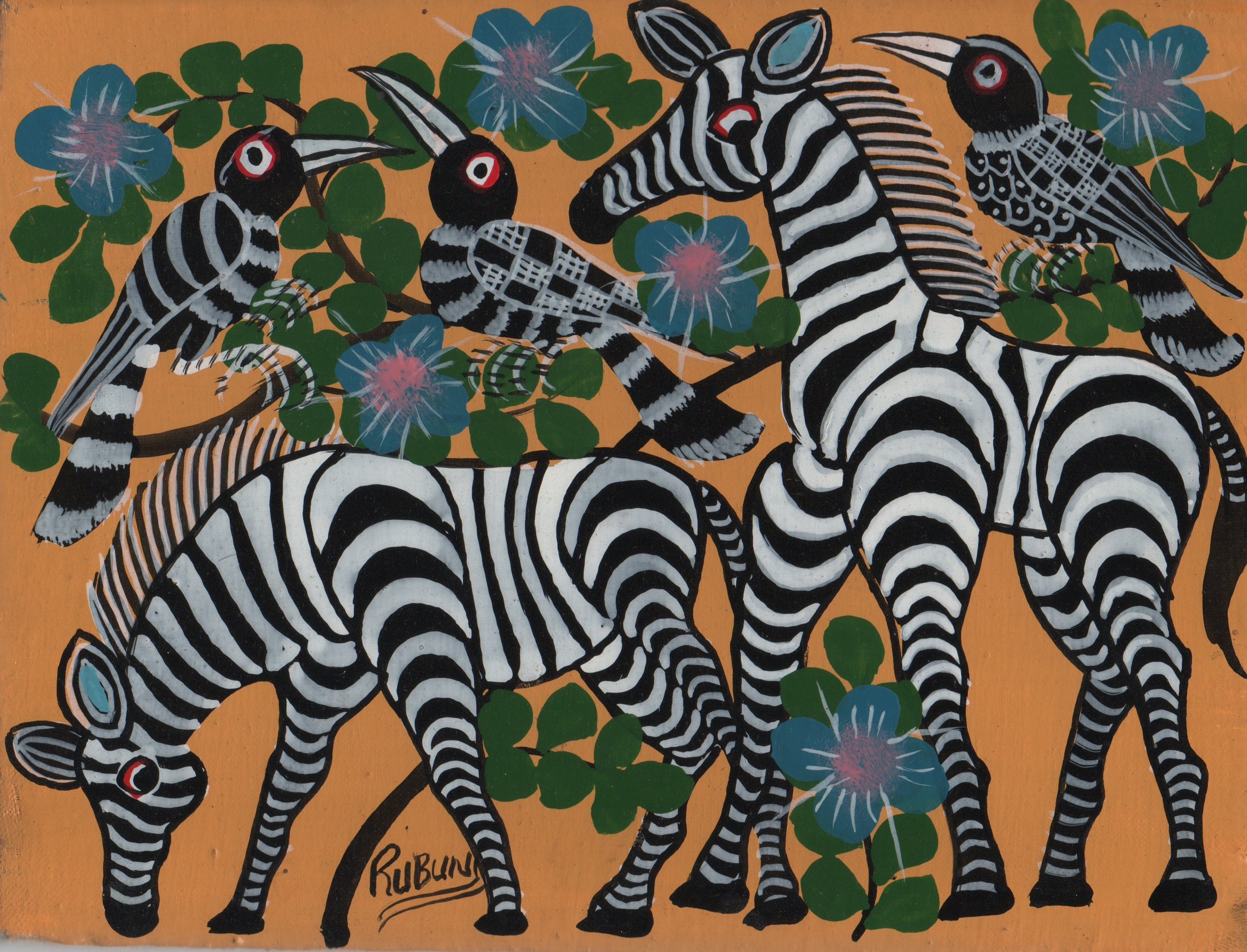
Punda Milia Baba na Mama, pintura de Rashid Said Tingatinga.

Edward Saidi Tingatinga (Namochelia, Regió de Ruvuma, Tanzània, 1932 – Dar es Salaam, Tanzània, 1972) va ser un pintor tanzaní, més conegut com el fundador de l'escola i estil de pintura homònima.
Tingatinga va néixer el 1932 a la zona de Tunduru, a la frontera entre el sud de Tanzània i Moçambic, en el si d'una família humil. La seva mare era de l'ètnia makua i era cristiana, mentre que el seu pare, Saidi Tingatinga, provenia d'una tribu islàmica anomenada Ndonde. Assistí només a l'escola primària. A la dècada de 1950 es traslladà per primera vegada a Tanga, on treballà durant un temps com a empleat agrícola a les plantacions de sisal. Posteriorment, el 1955 es traslladà a Dar es Salaam, aleshores la capital del país, on fou contractat al servei d'un oficial britànic. A Dar es Salaam, Tingatinga va començar a explorar diferents formes d'expressió artística, i després d'haver fet durant un cert període el músic va començar a pintar. Els seus primers treballs són principalment representacions d'animals estilitzats o fantàstics, realitzats amb materials de rebuig. Les fortes limitacions en l'elecció dels materials van tenir com a efecte el desenvolupament de les primeres característiques distintives del seu estil, com els colors molt brillants i el disseny mitjançant la superposició de diferents colors, combinats amb una ingenuïtat pictòrica en general. Aquests treballs van ser un gran èxit entre els turistes europeus, tant que Tingatinga aviat va estar en condicions de crear el seu propi taller de pintura amb un cercle ampli d'aprenents.
El 1972, Tingatinga, va morir a causa d'un tret per error d'un policia que l'havia confós amb un assassí fugit. La seva escola de pintura, però, va sobreviure a la seva mort, establint-se en una societat coneguda primer com a Tingatinga Partnership i després com a Tingatinga Arts Cooperative Society, que va donar lloc al gènere pictòric amb el mateix nom.